# Santa Rita, Ángel Albino Corzo
Santa Rita är en ort i Mexiko.   Den ligger i kommunen Ángel Albino Corzo och delstaten Chiapas, i den sydöstra delen av landet, 800 km sydost om huvudstaden Mexico City. Santa Rita ligger 1 257 meter över havet och antalet invånare är 242.
Terrängen runt Santa Rita är kuperad norrut, men söderut är den bergig. Runt Santa Rita är det ganska glesbefolkat, med 28 invånare per kvadratkilometer. Närmaste större samhälle är Nueva Palestina, 14,0 km norr om Santa Rita. I omgivningarna runt Santa Rita växer i huvudsak städsegrön lövskog.